# Les Fourmis (jeu vidéo, 2024)
Pour le jeu vidéo publié en l'an 2000, voir Les Fourmis (jeu vidéo, 2000) .
Pour les articles homonymes, voir Les Fourmis.
Les Fourmis est un jeu vidéo de stratégie en temps réel développé par Tower Five, utilisant Unreal Engine 5 et publié par Microids. Il s'agit d'un remake du jeu Les Fourmis, développé à l'origine par Microids et sorti en 2000, et basé sur le livre Les Fourmis de Bernard Werber. Le jeu, qui est sorti le 7 novembre 2024 sur Windows, PlayStation 5 et Xbox Series X/S, a reçu des critiques généralement positives.

## Système de jeu
Le joueur incarne le dirigeant d’une fourmilière de l’empire de Bel-o-kan, la fourmilière mère, qui doit accomplir différentes missions. Le joueur n’a pour seul choix que la civilisation myrmycéenne des fourmis rousses. D’autres espèces s’opposent à lui : termites, fourmis rouges et mantes religieuses.
Contrairement au jeu d'origine qui permettait des affrontements à huit joueurs en réseau local, ce remake ne permet des affrontements que jusqu'à trois joueurs en ligne.

## Accueil
Le jeu a reçu des critiques « ultra positives » selon le site d'agrégation de critiques Metacritic. Marco Vrolijk, qui a évalué le jeu pour Gamereactor (en), a conclu que le jeu offrait une expérience unique et visuellement époustouflante qui vous plongeait totalement dans le monde d'une fourmi.